# Eagle (automobile)
Pour les articles homonymes, voir Eagle.
Eagle était une marque de véhicules automobiles créée par Chrysler à la suite de l'achat d'American Motors Corporation (AMC) en 1987. Elle ciblait une clientèle appréciant avec enthousiasme la conduite automobile.
Bien qu'ayant eu une durée de vie très brève, la compagnie a su écouler quelques-uns de ses modèles, comme la Eagle Talon par exemple, à plusieurs centaines de milliers d'exemplaires.

## Vue d'ensemble
Le nom Eagle provient de l'AMC Eagle (en), dernier véhicule d'American Motors, pleinement conçu aux États-Unis. La division Jeep/Eagle de la société Chrysler est formée à la suite de l'achat d'American Motors en 1987. Les véhicules produits sont alors initialement vendus, avec les véhicules de marque Jeep, par les concessionnaires AMC.
À la différence de Chrysler, Dodge et Plymouth, Eagle ne porte pas le logo typique pentaétoilé de Chrysler mais arbore plutôt un logo à tête d'aigle faisant référence au nom de la marque.

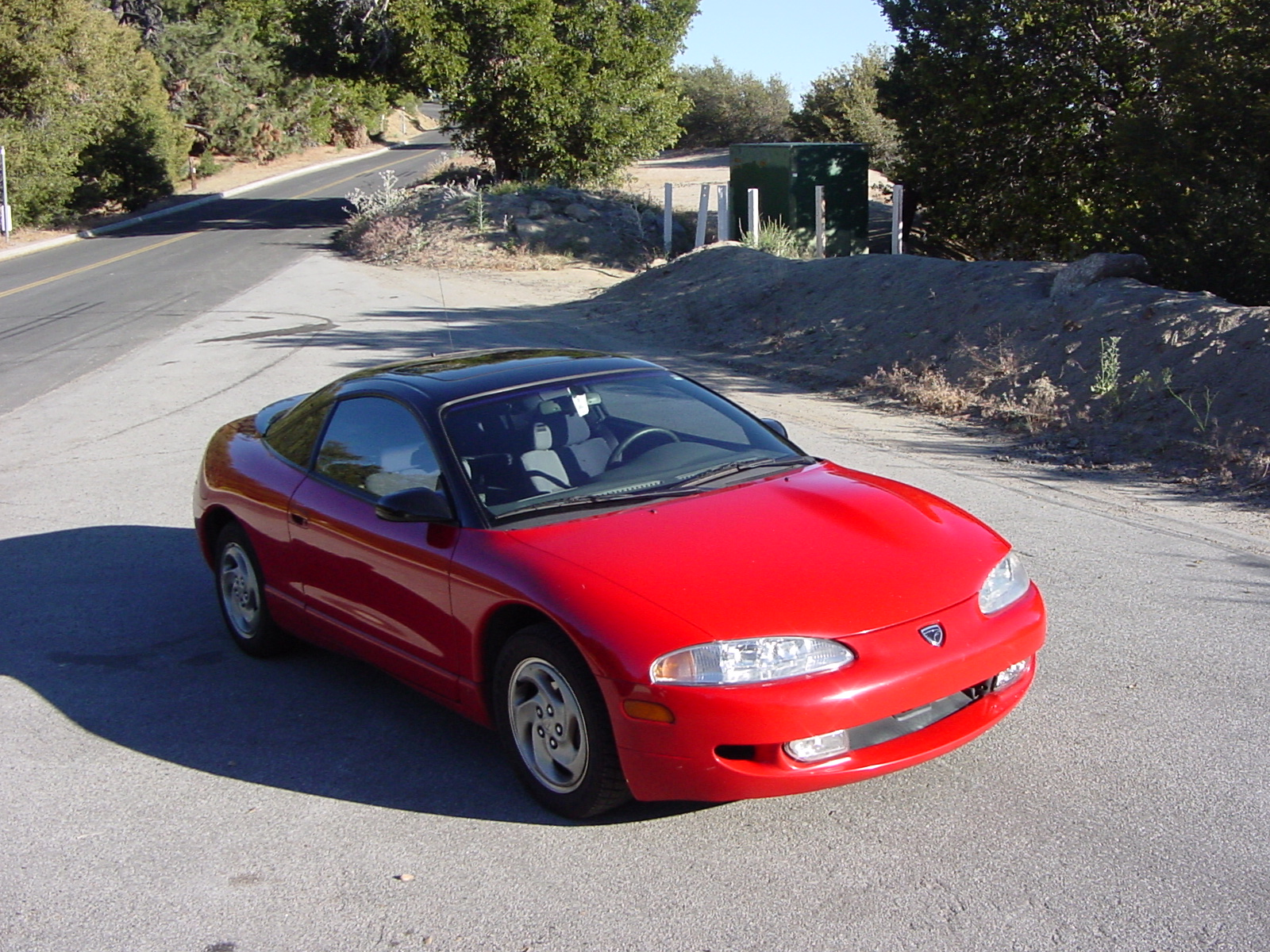
Eagle Talon TSi 2G